# 鱗指形軟珊瑚
鱗指形軟珊瑚（学名：Sinularia scabra）为軟珊瑚科指形軟珊瑚屬下的一个种。